# والتر آرنولد (بازیکن فوتبال)
والتر آرنولد (انگلیسی: Walter Arnold؛ ۱۳ ژانویه ۱۸۷۶ – ۱۹۵۵ (۷۸−۷۹ سال)) بازیکن فوتبال اهل بریتانیا بود که در لیگ فوتبال انگلیس برای باشگاه فوتبال چسترفیلد بازی کرده است.